# Замок Бург
Замок Бург, або Шлоссбург (нім. Schloss Burg, Schlossburg an der Wupper) — замок в німецькому місті Золінген, земля Північний Рейн-Вестфалія. Є найбільшим відновленим замком Німеччини і популярною туристичною пам'яткою.

## Історія

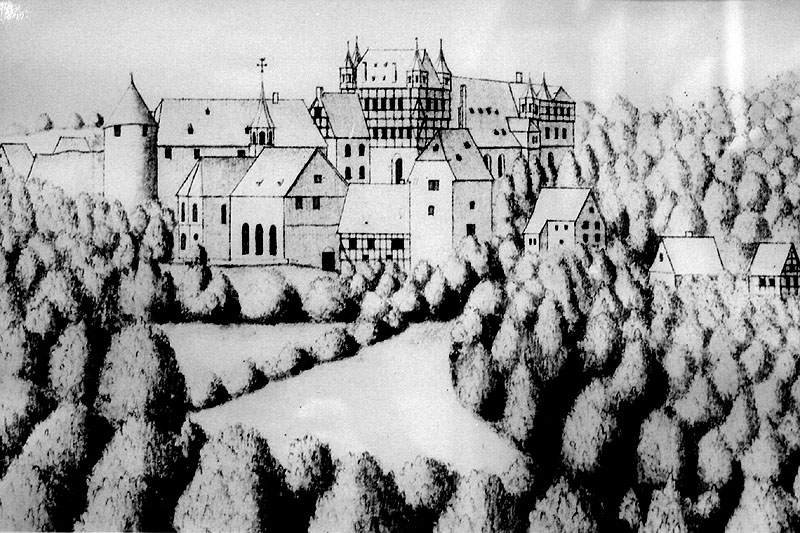
Рисунок замку, 1715 рік

Вся історія замку тісно пов'язана з Берзьким герцогством. На початку XII століття (після 1133 року) граф Адольф II Берзький побудував замок на горі над річкою Вуппер. Спочатку замок називали Ноєнбург (нім. Neuenburg, буквально «Нова фортеція»). Головна будівля замку була побудована в 1218–1225 роках Кельнським архієпископом, графом  Енгельбертом II Берзьким. У XIII–XIV ст. замок був основним місцем проживання графів Бергських. В 1380 році король Вацлав IV присвоїв  Вільгельму II Берзькому титул герцога, після чого столицею герцогства став Дюссельдорф.
В XV столітті була проведена реконструкція замку, після чого він став мисливським і отримав свою нинішню назву. Замок також використовувався для урочистих церемоніальних подій. В 1496 році тут відбулися заручини дочки  Вільгельма, герцога Юліх-Берзького Марії зі спадкоємцем Клевського герцогства, майбутнім герцогом  Йоганном III Миролюбним. Їх весілля відбулося в цьому замку через 14 років і призвело до створення об'єднаного Юліх-Клеве-Берзького герцогства.
В 1632 році під час Тридцятилітньої війни замок піддався облозі шведських військ, а після війни, в 1648 р., укріплення замку зруйнували імперські війська. В 1700 році головний будинок замку відновили і стали використовувати як адміністративний, а в 1849 році зруйнований замок продали.
В 1882 році архітектор Герхард Август Фішер запропонував відновити замок по кресленнях і малюнках XVI століття. 3 серпня 1887 року була створена «Асоціація по збереженню замку Шлоссбург ан дер Вуппер». В 1890 р. почалася реконструкція замку, яка тривала протягом 24-х років, і закінчилася в 1914 році. У роботі брали участь живописці з  Дюссельдорфської академії мистецтв. На реконструкцію було витрачено близько 1,5 млн марок. Проте вночі 26 листопада 1920 року в результаті сильної пожежі велика частина замку була зруйнована. Після цього випадку, щоб зібрати гроші на реконструкцію, вхід в замок зробили платним. Повторна реконструкція проводилася з 1922 по 1925 рр. В 1929 році скульптор Пауль Вінанд створив пам'ятник власникові замку архієпископу Енгельберту II. Після реконструкції замок набув вигляду, який відповідає приблизно 1715 року.
До 1975 року Шлоссбург був незалежним містечком, після чого увійшов до складу Золінгену. Сьогодні замок є популярним туристичним місцем. У замку діє музей графства Берг і знаходяться кілька історичних пам'яток різних епох. З 2005 року на території замку проводяться археологічні розкопки.

## Архітектура

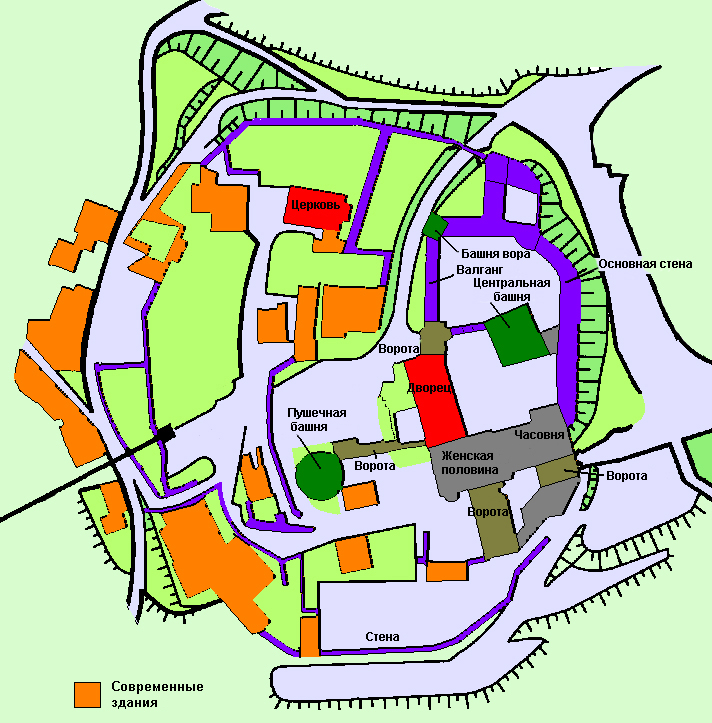
План замку

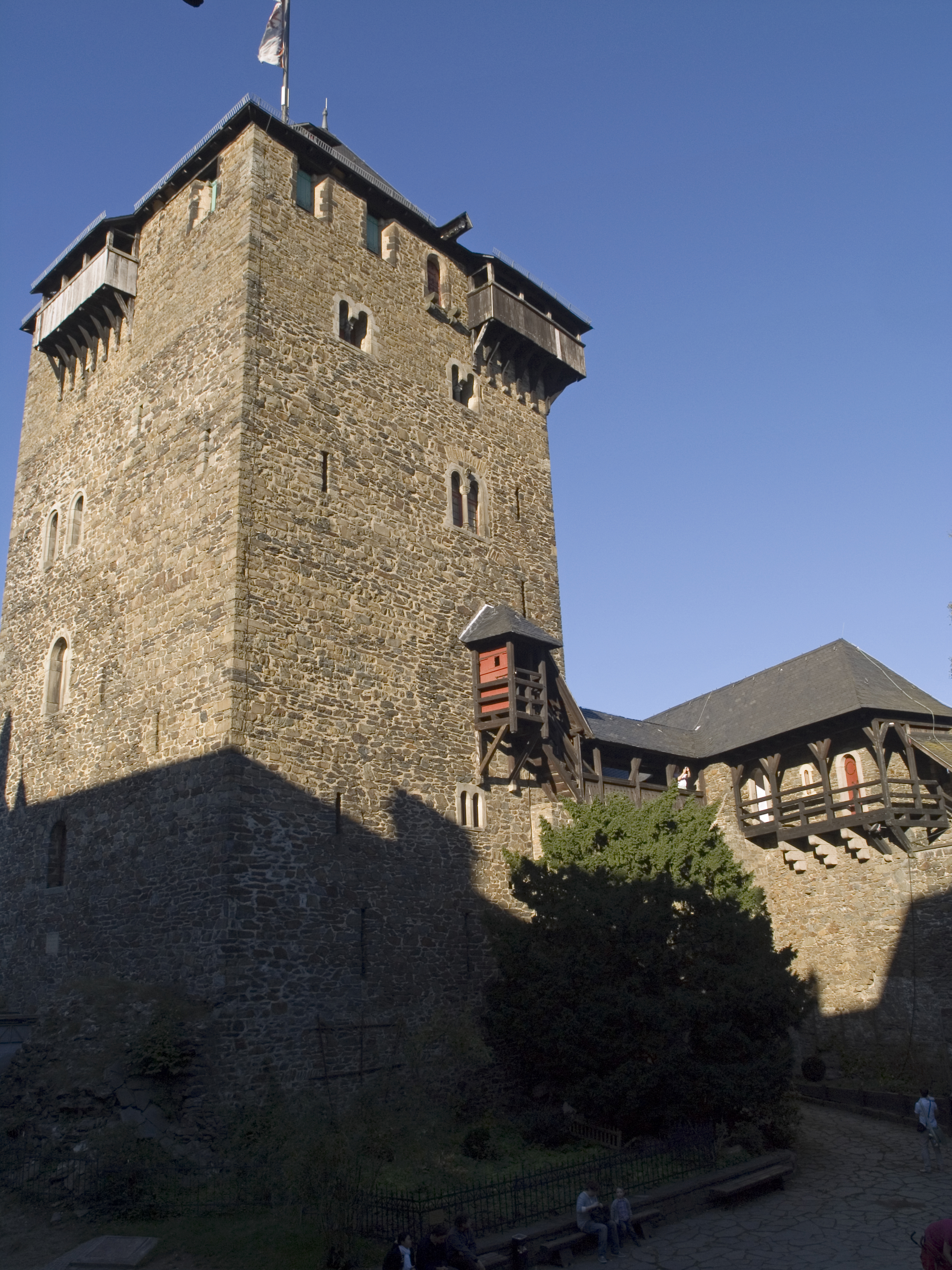
Донжон замку

Замок розташований на високому пагорбі. Дійти до внутрішнього двору замку від підніжжя пагорба можна за 10–15 хвилин, але можна піднятися на підйомнику.
З найпомітніших приміщень замку можна виділити Лицарський зал, Камінний зал, Родовий зал і капличку. У внутрішньому дворі замку височить 18-метрова Облогова вежа, в якій розташований музей. Біля неї знаходиться Дзвінична вежа з трьома дзвонами. Один дзвін був знятий з собору в Східній Пруссії, а два інших з церкви Св. Якова у Вроцлаві.
Між Лицарським і камінним залами розташований Родовий зал, прикрашений родоводом німецьких імператорів. Каплиця побудована в готичному стилі. Її використовували члени сім'ї власника замку. Над вівтарем каплиці розташована дерев'яна скульптура архангела Михаїла. У каплиці і в наш час проводяться одруження.
Центром замку є Камінний зал, стіни якого прикрашені картинами з життя замку в середні століття. Зал Лицарів має розміри 25 на 13 метрів, він використовувався для прийому гостей і проведення свят і фестивалів.
У дворі замку виставлені на огляди різні знаряддя тортур, гармати і пам'ятники власникам замку.

## Порядок відвідування
До замку можна доїхати на громадському транспорті або автомобілі з міста Золінген.
Для відвідувань замок відкритий:
- З вівторка до неділі: 10.00–18.00
- У понеділок: 13.00–18.00
- З 7 січня по 29 лютого і з 3 листопада по 22 грудня: вівторок — п'ятниця з 10.00 до 16.00 год субота — неділя з 10.00 до 17.00 год. Понеділок вихідний.
- Дорослий вхідний квиток — 5 євро.
- Дитячий вхідний квиток — 2,5 євро.

## Фотографії

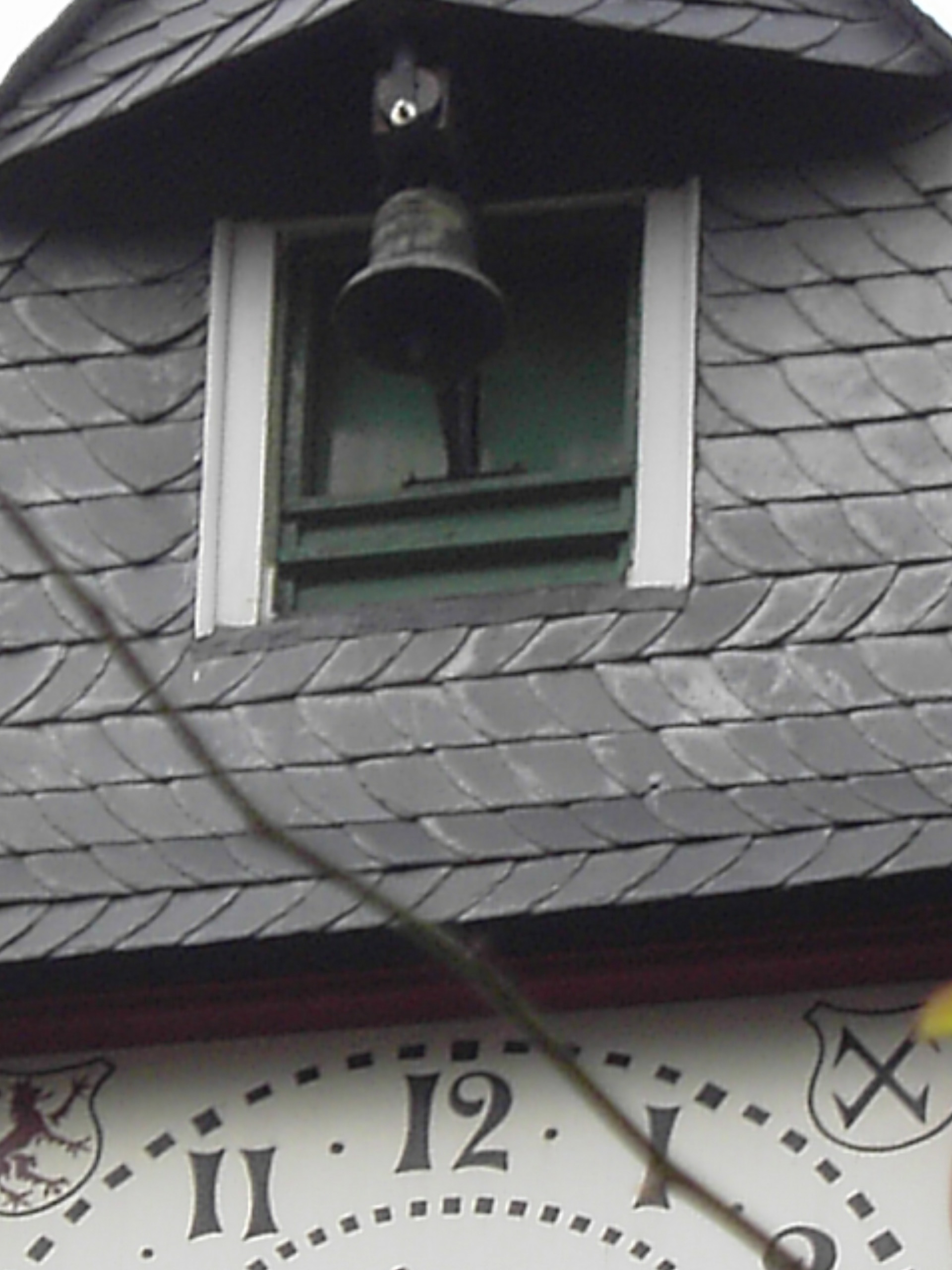
Годинник на дзвіниці
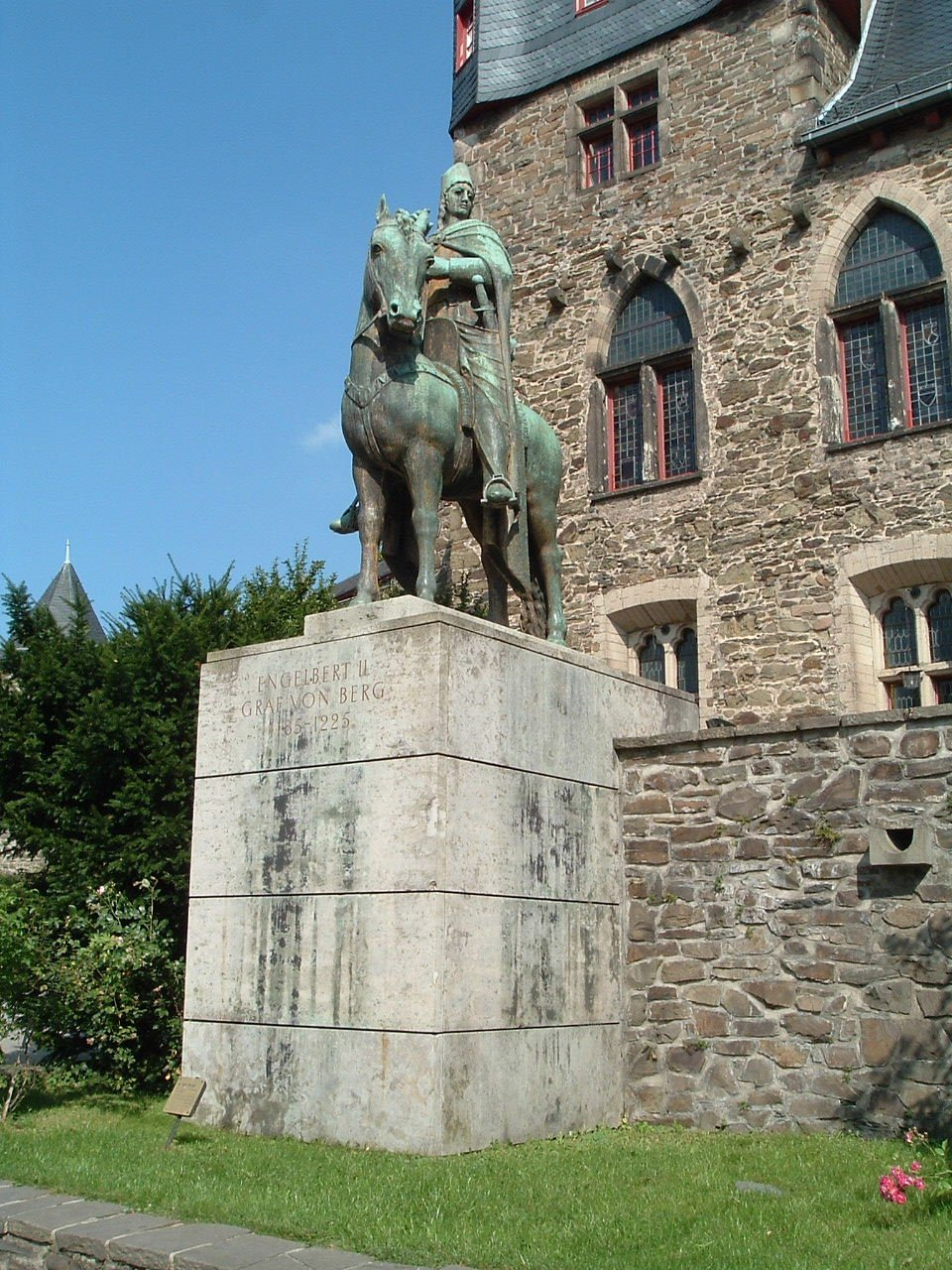
Статуя графа Енгельберта II
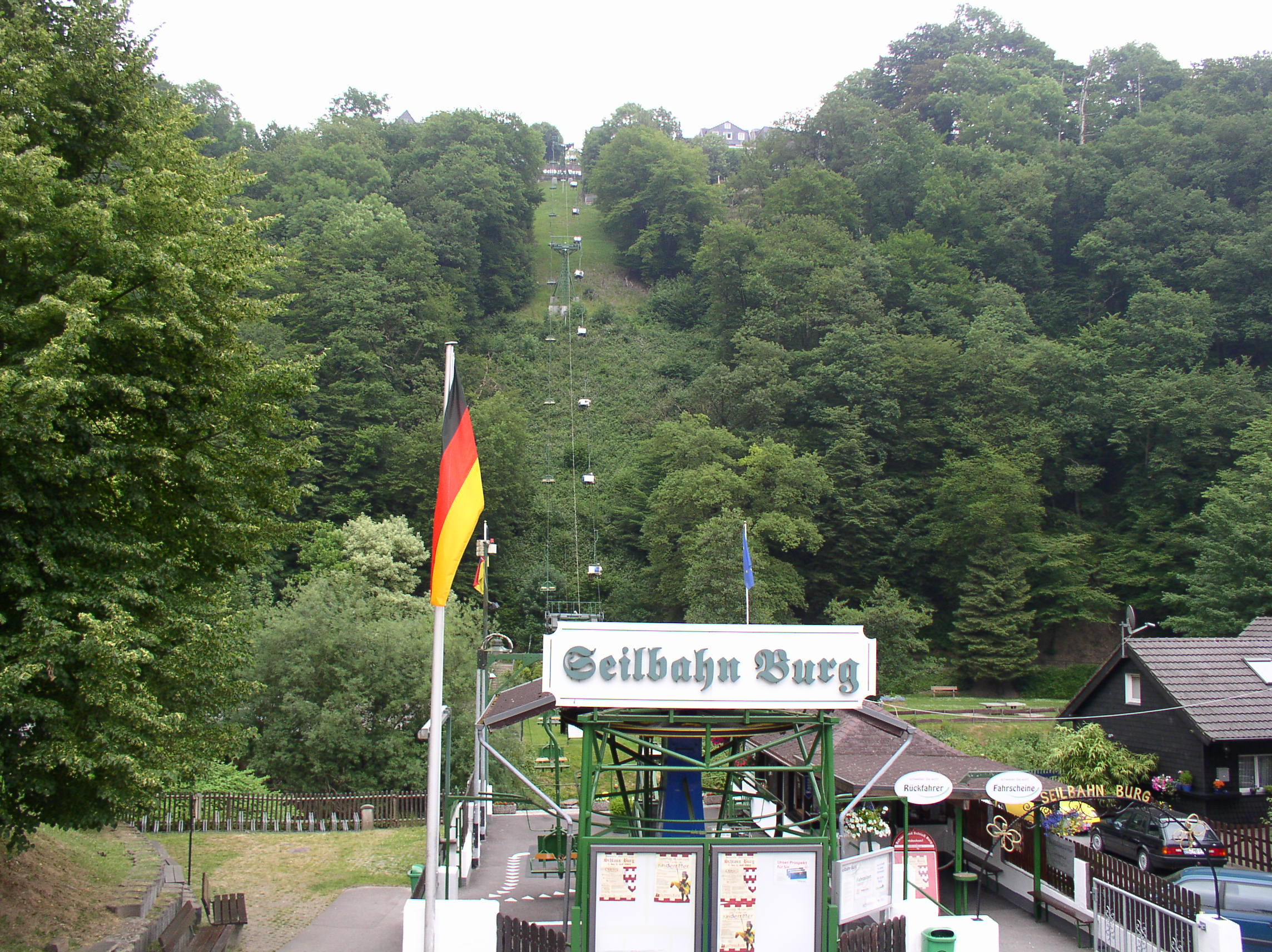
Канатний підйомник до замку
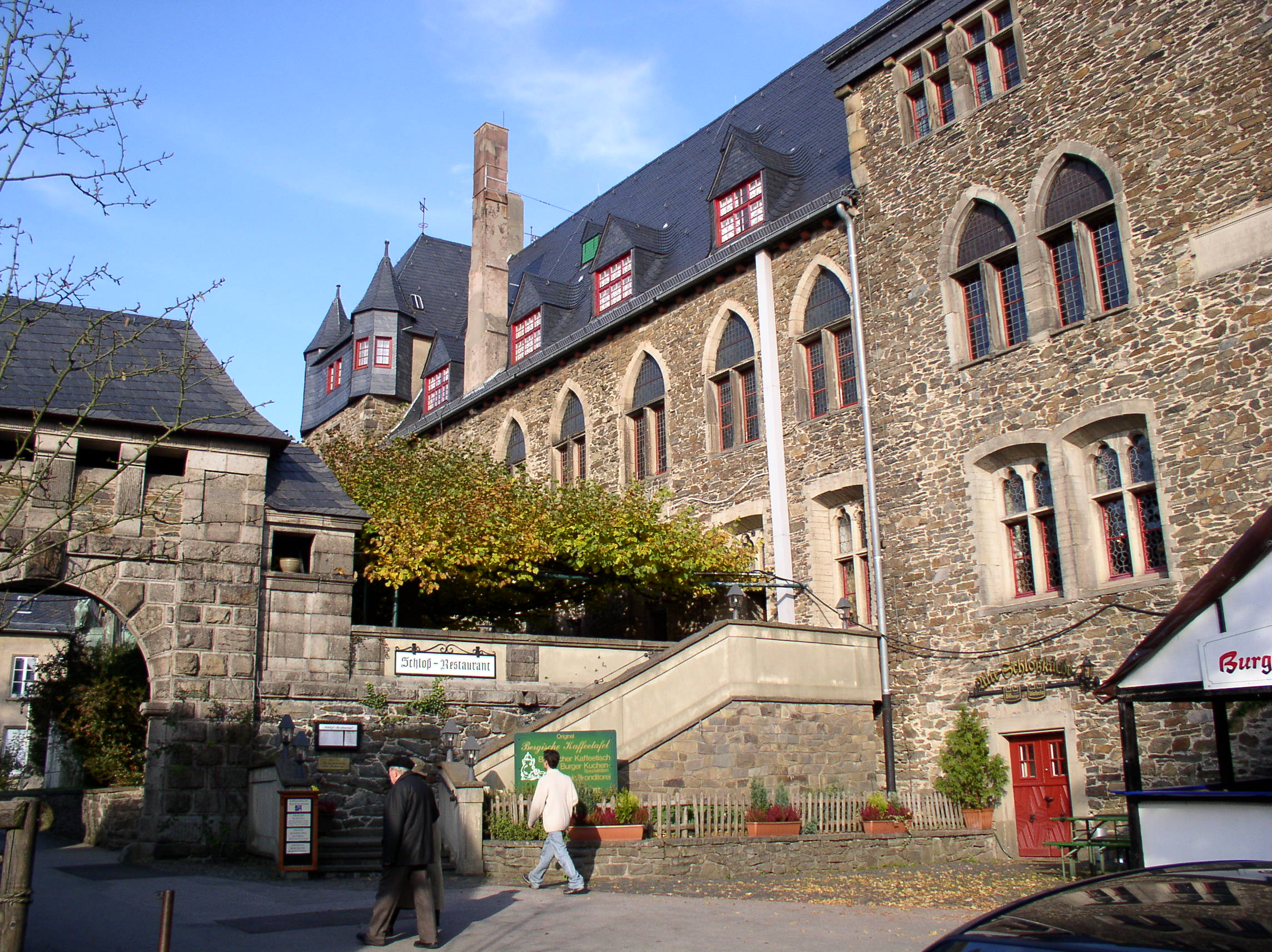
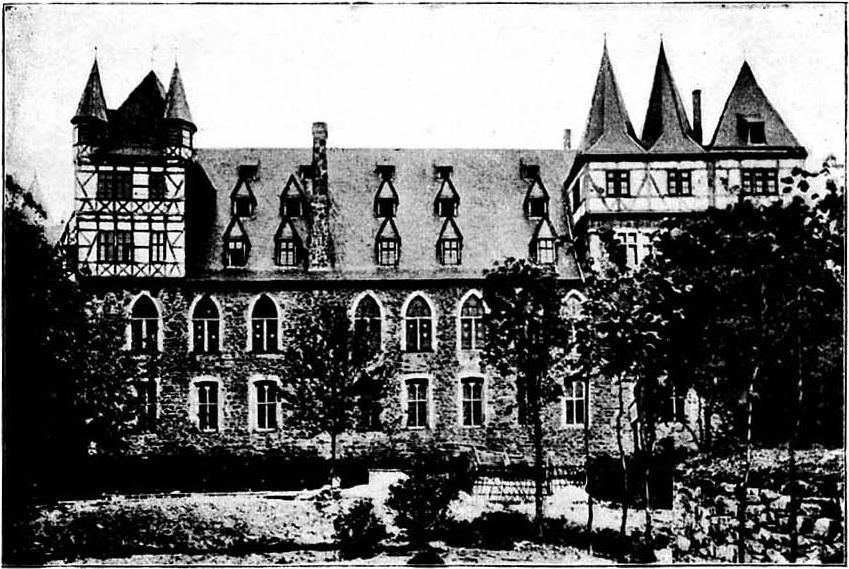
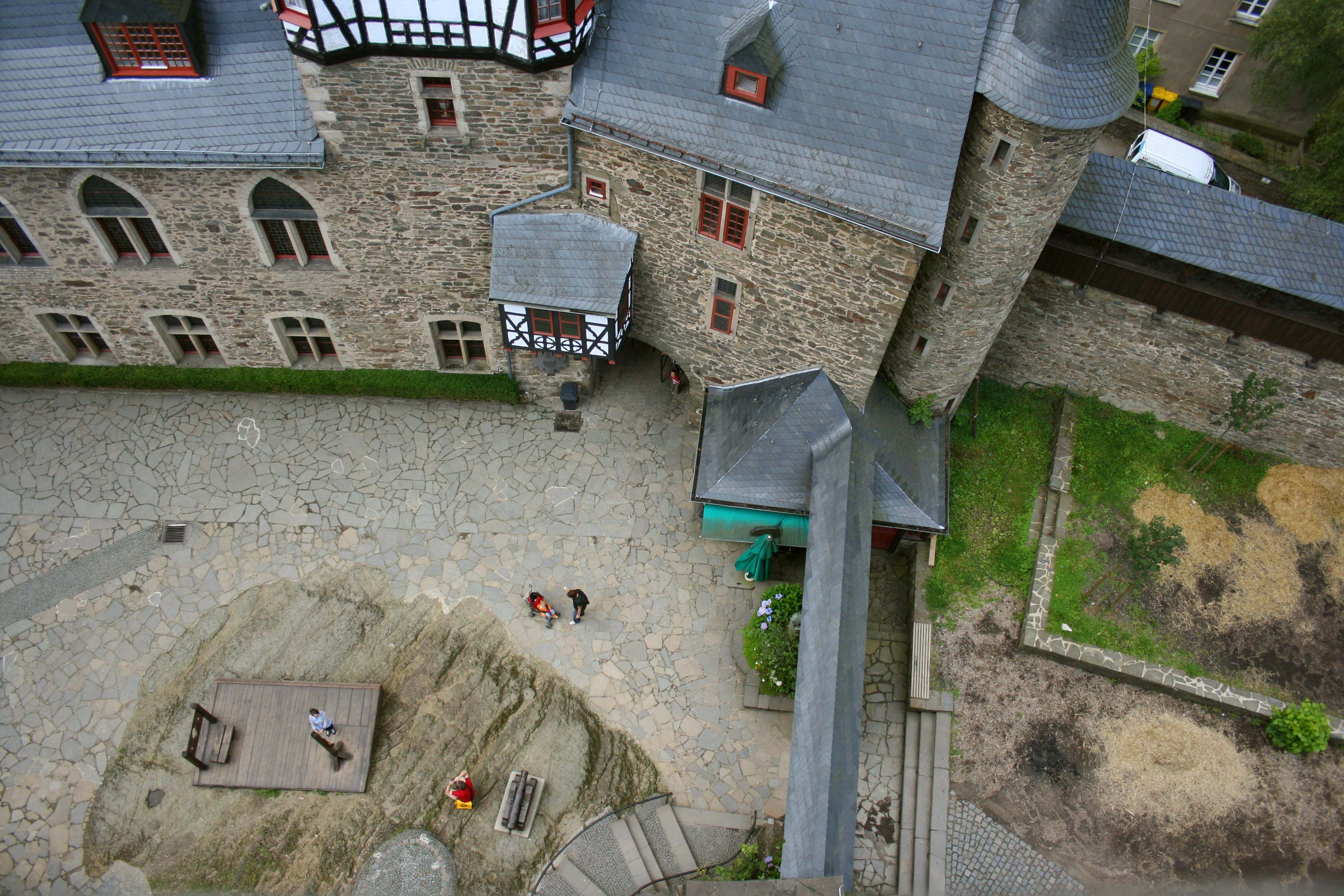
Внутрішніий двір